# 街头篮球 (游戏)
《FreeStyle》為一款以街頭籃球為主題的体育網路遊戲，由韓國JC Entertainment所研發。遊戲採用3D卡通塗鴉風格，畫面表現俐落明快，充滿街頭嘻哈味。

## 營運狀況
韩国版本由JCE自行代理，日本版本由NHN旗下hangame代理。国际版由JCE旗下gamekiss代理。
台湾版本
先由數碼戲胞（2005年8月26日公測–2006年4月17日倒閉）授权代理，后转由紅心辣椒（2006年12月15日公測–2017年7月31日關閉伺服器）授权代理，再由LINE旗下服務LINE Play on Desktop（簡稱：LINE POD）授權代理（2020年5月29日–2023年12月27日關閉伺服器）。現今由JOYCITY營運（2023年12月2日起LINE POD開放遊戲服務移轉、2023年12月28日起正式營運）。
中國大陸版本
電腦版由天游授权代理，发行于2005年11月25日，游戏平台为PC。行動端則為JC Entertainment授權，由北京掌趣與成都有明堂共同開發，騰訊負責營運，2017年1月上線iOS平台，2023年7月25日停運。

## 遊戲風格
- 藉由簡單的操作就能夠做出相當華麗的動作。只要使用方向鍵移動，並使用基本的四個按鈕就能做過人、傳球、投籃，甚至灌籃等華麗動作。
- 玩法類似單機籃球遊戲的區域網路連線玩法，加入了系統撮合配對以及即時聊天功能。玩家並非操縱一組團隊，而是僅能控制自己的角色，因此遊戲中將比單機遊戲更強調團隊合作和默契，也為遊戲添加了更多變數及社群樂趣。
- 支持1vs1、2vs2、3vs3、5vs5球员对战。於「FreeStyle 2008」更新的版本[8]中也存在着自由模式，没有平等人数限制，但5vs5球員對戰目前已取消。

## 遊戲系統

### 職業
依現實籃球位置所對應的職業作為該角色基礎數值。
- 中鋒（C）：中鋒16等時可獲得能力加強。優勢數值為籃板球、火鍋、灌籃/上籃、籃下投籃。
- 前鋒（F）
  - 大前鋒（PF）：前鋒16等時可選擇轉職PF。優勢數值為彈跳力。
  - 小前鋒（SF）：前鋒16等時可選擇轉職SF。優勢數值為中距離投籃。
- 後衛（G）
  - 得分後衛（SG）：後衛16等時可選擇轉職SG。優勢數值為速度、傳球、抄截、三分球。
  - 控球後衛（PG）：後衛16等時可選擇轉職PG。優勢數值為速度、傳球、運球、抄截。
- 搖擺人（SW，Swingman）：搖擺人16等時可獲得能力加強。於「FreeStyle 2015」版本更新的新職業[9]，弹跳和灌篮属性被设定为其象征能力，也是SW的主要优势所在，而其他能力，摇摆人将与后卫和前锋进行平均分配。SW与SG、SF相比，大大加强了弹跳、灌篮，而削弱了其投射能力（中投、三分球）。亦於《Freestyle 2》（陸版：自由籃球）「自由籃球2.0 革新之戰」版本所登場的新職業之一[10]。
- 魔術師（DG，Dual Guard）：尚未於本作登場，僅於《Freestyle 2》（陸版：自由篮球）「自由篮球2.0 革新之战」版本所登場的新職業之一[11]。
- 支配者（CT，Control Tower）：尚未於本作登場，僅於《Freestyle 2》（陸版：自由篮球）「自由篮球2.0 革新之战」版本所登場的新職業之一[12]。

### 角色
一般角色
特殊角色

### 數值
- 速度
- 彈跳力
- 衝撞力
- 傳球
- 運球
- 籃板球
- 封阻（蓋火鍋）
- 抄截
- 中距離投籃
- 三分球
- 灌籃/上籃
- 籃下投籃

## 相關街籃遊戲

### 正統續作
| 續作名稱           | 其他名稱                                  | 營運       | 開發商                                          | 發行    | 遊戲引擎   | 平台         |
| ------------------ | ----------------------------------------- | ---------- | ----------------------------------------------- | ------- | ---------- | ------------ |
| FreeStyle 2 Online | 陸版/                                     | 2010       | JC Entertainment                                | JCE     | Renderware | PC           |
| 3on3 FreeStyle     | Steam2020再上架版/3on3 FreeStyle: Rebound | 2016       | JOYCITY                                         | JOYCITY | 虛幻引擎4  | PS4、PC      |
| Freestyle 街頭籃球 | 陸版/                                     | 2017－2023 | 北京掌趣與成都有明堂共同開發，且經JOYCITY授權。 | 騰訊    | 未公開     | Android、iOS |

### 其他競品
- 街籃：2016－2021，開發商：成都乐曼多科技有限公司、發行：上海巨人网络，遊戲引擎：未公開，平台：Android、iOS。[18]
- 鬥牛高手（其他名稱：Fever Basketball、陸版/潮人篮球）：2018－2021，開發商：网易游戏、發行：网易游戏，遊戲引擎：未公開，平台：Android、iOS。[19]
- 街籃2（其他名稱：陸版/巨人街篮2）：2019－2025，開發商：成都乐曼多科技有限公司、發行：上海巨人网络，遊戲引擎：Unity 3D，平台：Android、iOS。[20]
- City Dunk：街頭籃球（其他名稱：日版/シティダンク：フリースタイル、CityDunk: FreeStyle）：2019－2021，開發商：JoyTea Games、JOYTEA 株式会社，遊戲引擎：未公開，平台：Android、iOS。
- 灌籃高手 SLAM DUNK（其他名稱：陸版/灌篮高手正版授权手游）：2019，開發商：DeNA，經東映動畫授權，遊戲引擎：未公開。平台：Android、iOS。
- 極限街籃：零秒出手（其他名稱：Basketrio、陸版/热血街篮）：2020，開發商：竞技世界、ALL9FUN LTD.、發行：朝夕光年，遊戲引擎：未公開，平台：Android、iOS。
- 街頭籃球2：正宗續作（其他名稱：日版/シティダンク2、CityDunk 2、日版/スマッシュダンク、Smash Dunk）：2020，開發商：JoyTea Games、5X Entertainment Company Limited，遊戲引擎：未公開。平台：Android、iOS。
- 全民大灌篮：2022－2025，開發商：成都有明堂互动科技、發行：騰訊，平台：Android、iOS。[21]
- 黑子的籃球 Street Rivals（其他名稱：陸版/）：2023，開發商：5X Entertainment Company Limited，遊戲引擎：未公開，平台：Android、iOS。
- FREE DUNK（其他名稱：陸版/）：2023，開發商：上海洲竞网络、ALLEYSFIELD，遊戲引擎：未公開，平台：PC。[22]
- 全明星街球派對（其他名稱：Dunk City Dynasty）：2024，開發商：網易遊戲，遊戲引擎：未公開，平台：Android、iOS。